# Bistum Yibin
Das Bistum Yibin (lat.: Dioecesis Siufuanus) ist ein römisch-katholisches Bistum mit Sitz in Yibin in der Volksrepublik China.

## Geschichte
Papst Pius IX. gründete das Apostolische Vikariat Südsichuan am 24. Januar 1860 aus Gebietsabtretungen des Apostolischen Vikariats Nordwestsichuan. Am 12. August 1910 verlor es einen Teil seines Territoriums zu Gunsten der Errichtung des Apostolischen Vikariats Kienchang. Den Namen, Apostolisches Vikariat Suifu, nahm es am 3. Dezember 1924 an. 
Am 10. Juli 1929 verlor es einen Teil seines Territoriums zu Gunsten der Errichtung der Apostolischen Präfektur Yazhou. Mit der Apostolischen Konstitution Quotidie Nos wurde es am 11. April 1946 zum Bistum erhoben. Der offizielle Bischof der Patriotischen Vereinigung, von der Regierung ernannt, war von 1992 bis zu seinem Tod im Dezember 2012 John Chen Shi-zhong. Mit seinem Tod folgte ihm der vorherige Koadjutorbischof Peter Luo Xuegang nach.

## Ordinarien

### Apostolische Vikare von Südsichuan
- Pierre-Julien Pichon MEP (24. Januar 1860–12. März 1871)
- Jules Lepley MEP (22. Dezember 1871–6. März 1886)
- Marc Chatagnon MEP (25. Januar 1887–26. November 1920)
- Jean-Pierre-Marie Fayolle MEP (26. November 1920 – 3. Dezember 1924)

### Apostolische Vikare von Suifu
- Jean-Pierre-Marie Fayolle MEP (3. Dezember 1924–19. Oktober 1931)
- Louis-Nestor Renault MEP (19. Oktober 1931–28. Oktober 1943)
- René-Désiré-Romain Boisguérin MEP (10. Januar 1946–11. April 1946)

### Bischöfe von Yibin
- René-Désiré-Romain Boisguérin MEP (11. April 1946–1983)
- Wang Ju-guang (1959–1977)
- John Chen Shizhong (1992–2012)
- Peter Luo Xuegang (seit 2012)